# Cámara de Representantes (Antigua y Barbuda)
La Cámara de Representantes (en inglés: House of Representatives) es la cámara baja del parlamento bicameral de Antigua y Barbuda, junto con el Senado. La Cámara de Representantes es elegida por voto popular y directo mediante escrutinio mayoritario uninominal para un mandato de cinco años, sostiene la confianza sobre el gobierno, encabezado por un primer ministro y es la única Cámara que puede votar legislaciones relativas al dinero.

## Elección y estructura
Cada uno de los distritos electorales creados de conformidad con el artículo 62 de la Constitución elegirá un representante a la Cámara en elección directa de conformidad con los procedimientos especificados por cualquier ley o de conformidad con ella, con sujeción a las normas de la Constitución.
A menos que la ley le prohíba registrarse como votante con el fin de elegir a un miembro de la Cámara, todo ciudadano de la Mancomunidad de Naciones que tenga dieciocho años de edad o más y que cumpla con los requisitos relativos a residencia o domicilio en Antigua y Barbuda según lo prescrito por el Parlamento tiene derecho a ser registrado como tal elector de conformidad con las disposiciones de cualquier ley al respecto, y ninguna otra persona puede ser registrada. Toda persona que esté registrada para votar en cualquier circunscripción tendrá derecho, a menos que alguna ley se lo prohíba, a votar de conformidad con las disposiciones de cualquier ley al respecto en cualquier elección de miembros de la Cámara en esa circunscripción. El voto es libre y secreto.
Se requiere un secretario para el Senado y un secretario para la Cámara, pero una persona puede ocupar ambos puestos. Los cargos de los secretarios de cada Cámara del Parlamento y los miembros de su personal son cargos públicos, sujetos a las leyes aprobadas por el Parlamento. El Tribunal Superior tiene autoridad para conocer y pronunciarse sobre cualquier disputa relativa a quién fue debidamente elegido miembro de la Cámara, quién fue debidamente designado Senador o miembro temporal del Senado, quién fue debidamente elegido portavoz de entre los que no son miembros de la Cámara y que ha dejado vacante el cargo de portavoz, o que ha dejado su escaño en la Cámara y el preámbulo así lo exige. Cualquier persona que tenga derecho a votar en la elección a la que se refiere la solicitud, cualquier persona que haya sido candidato en esa elección o el Fiscal General podrá presentar una solicitud ante el Tribunal Superior para la resolución de cualquier cuestión prevista en el inciso ( 1)(a) del artículo 44. Cualquier miembro de la Cámara, el Fiscal General o cualquier persona registrada como votante en una circunscripción, podrá presentar una solicitud ante el Tribunal Superior para la resolución de cualquier cuestión prevista en el inciso (1)(d) del artículo 44.
Cualquier persona que participe en las deliberaciones de cualquiera de las Cámaras del Parlamento sabiendo o creyendo de buena fe que no es elegible para hacerlo es culpable de un delito y está sujeta a una multa de hasta $500 u otra cantidad fijada por la legislatura por cada día que participe en las deliberaciones de la Cámara del Parlamento.

## Composición

### Organización
La actual Cámara de Representantes tiene un total de 19 miembros. 17 miembros son elegidos directamente para mandatos de cinco años mediante escrutinio mayoritario uninominal, con el país dividido en diecisiete circunscripciones, cada una de las cuales elige un parlamentario a simple mayoría de votos. Hay un miembro ex officio (el Fiscal General) y el puesto restante lo ocupa el portavoz. La Cámara estará compuesta por tantos miembros electos como el número de distritos electorales establecidos periódicamente por Orden en virtud de la Parte 4 del Capítulo III, sujeto a las disposiciones de la sección 36 de la constitución. Los miembros de la Cámara serán elegidos de conformidad con cualquier procedimiento que pueda prescribirse en virtud de cualquier ley del Parlamento, con sujeción a las disposiciones de la Constitución. El portavoz, si aún no es miembro de la Cámara, automáticamente se convierte en miembro al ser elegido como tal. Un Fiscal General que aún no es miembro de la Cámara, se convierte en miembro en virtud de desempeñar o desempeñar ese deber, pero no puede emitir un voto en la Cámara.

### Composición histórica
| Partido político           | Partido político                              | Año electoral | Año electoral | Año electoral | Año electoral | Año electoral | Año electoral | Año electoral | Año electoral | Año electoral | Año electoral | Año electoral | Año electoral | Año electoral |
| Partido político           | Partido político                              | 1965          | 1971          | 1976          | 1980          | 1984          | 1989          | 1994          | 1999          | 2004          | 2009          | 2014          | 2018          | 2023          |
| -------------------------- | --------------------------------------------- | ------------- | ------------- | ------------- | ------------- | ------------- | ------------- | ------------- | ------------- | ------------- | ------------- | ------------- | ------------- | ------------- |
|                            | Partido Laborista de Antigua y Barbuda (ABLP) | 10            | 4             | 11            | 13            | 16            | 15            | 11            | 12            | 4             | 7             | 14            | 15            | 9             |
|                            | Partido Progresista Unido (UPP)               | —             | —             | —             | —             | —             | —             | 5             | 4             | 12            | 9             | 3             | 1             | 6             |
|                            | Movimiento Popular de Barbuda (BPM)           | —             | —             | —             | —             | —             | 1             | 1             | 1             | 1             | 1             | —             | 1             | 1             |
|                            | Movimiento Laborista Progresista (PLM)        | 4             | 13            | 5             | 3             | —             | —             | —             | —             | —             | —             | —             | —             | —             |
|                            | Partido Democrático Nacional Unido (UNDP)     | —             | —             | —             | —             | —             | 1             | —             | —             | —             | —             | —             | —             | —             |
|                            | Independiente                                 | —             | —             | 1             | 1             | 1             | —             | —             | —             | —             | —             | —             | —             | 1             |
| Gobierno Oposición oficial |                                               |               |               |               |               |               |               |               |               |               |               |               |               |               |

### Composición actual
| Composición de la Cámara de Representantes tras las elecciones de 2023 | Composición de la Cámara de Representantes tras las elecciones de 2023 | Composición de la Cámara de Representantes tras las elecciones de 2023 | Composición de la Cámara de Representantes tras las elecciones de 2023 | Composición de la Cámara de Representantes tras las elecciones de 2023                       | Composición de la Cámara de Representantes tras las elecciones de 2023 |
| Mapa                                                                   | Circunscripción                                                        | Parlamentarios                                                         | Parlamentarios                                                         | Parlamentarios                                                                               | Posición                                                               |
| ---------------------------------------------------------------------- | ---------------------------------------------------------------------- | ---------------------------------------------------------------------- | ---------------------------------------------------------------------- | -------------------------------------------------------------------------------------------- | ---------------------------------------------------------------------- |
|                                                                        | St. John's City West                                                   | Gaston Browne                                                          |                                                                        | ABLP                                                                                         | Primer ministro de Antigua y Barbuda                                   |
| St. John's City East                                                   | Melford Nicholas                                                       |                                                                        | ABLP                                                                   | Ministro de Tecnologías de la Información y las Comunicaciones, Servicios Públicos y Energía |                                                                        |
| St. John's City South                                                  | Steadroy Benjamin                                                      |                                                                        | ABLP                                                                   | Vice primer ministro de Antigua y Barbuda                                                    |                                                                        |
| St. John's Rural West                                                  | Lewis Richard                                                          |                                                                        | UPP                                                                    |                                                                                              |                                                                        |
| St. John's Rural South                                                 | Daryll Mathew                                                          |                                                                        | ABLP                                                                   | Ministro de Educación, Industrias Creativas y Deportes                                       |                                                                        |
| St. John's Rural East                                                  | Maria Browne                                                           |                                                                        | ABLP                                                                   | Ministra de Vivienda, Obras, Suelos y Renovación Urbana                                      |                                                                        |
| St. John's Rural North                                                 | Charles Fernandez                                                      |                                                                        | ABLP                                                                   | Ministro de Turismo, Inversión y Desarrollo Económico                                        |                                                                        |
| St. Mary's North                                                       | Molwyn Joseph                                                          |                                                                        | ABLP                                                                   | Ministro de Salud, Bienestar, Transformación Social y Medio Ambiente                         |                                                                        |
| St. Mary's South                                                       | Kelvin Simon                                                           |                                                                        | UPP                                                                    |                                                                                              |                                                                        |
| All Saints East & St. Lukes                                            | Jamale Pringle                                                         |                                                                        | UPP                                                                    | Líder de la Oposición                                                                        |                                                                        |
| All Saints West                                                        | Anthony Smith Jr.                                                      |                                                                        | UPP                                                                    |                                                                                              |                                                                        |
| St. George                                                             | Algernon Watts                                                         |                                                                        | UPP                                                                    |                                                                                              |                                                                        |
| St. Peter                                                              | Asot Michael                                                           |                                                                        | Ind.                                                                   |                                                                                              |                                                                        |
| St. Philip North                                                       | Robin Yearwood                                                         |                                                                        | ABLP                                                                   | Vicepresidente de la Cámara de Representantes                                                |                                                                        |
| St. Philip South                                                       | Sherfield Bowen                                                        |                                                                        | UPP                                                                    |                                                                                              |                                                                        |
| St. Paul                                                               | Paul Chet Greene                                                       |                                                                        | ABLP                                                                   | Ministro de Asuntos Exteriores, Agricultura, Comercio y Asuntos de Barbuda                   |                                                                        |
| Barbuda                                                                | Trevor Walker                                                          |                                                                        | BPM                                                                    |                                                                                              |                                                                        |
| Ninguna                                                                | Gerald Watt                                                            |                                                                        | Ind.                                                                   | Presidente de la Cámara de Representantes                                                    |                                                                        |